# Marina Kutina
Marina Kutina (em cirílico: Марина Кутина) é uma vila da Sérvia localizada no município de Gadžin Han, pertencente ao distrito de Nišava, na região de Zaplanje. A sua população era de 300 habitantes segundo o censo de 2011.

## Demografia
| 1948 | 1953 | 1961 | 1971 | 1981 | 1991 | 2002 | 2011 |
| ---- | ---- | ---- | ---- | ---- | ---- | ---- | ---- |
| 821  | 798  | 672  | 588  | 491  | 419  | 347  | 300  |